# Sozonivka, Odesa
Sozonivka (în ucraineană Созонівка) este un sat în comuna Krasnosilka din raionul Odesa, regiunea Odesa, Ucraina.

## Demografie
Componența lingvistică a localității Sozonivka
     Ucraineană (92,68%)
     Rusă (3,66%)
     Română (2,44%)
     Belarusă (1,22%)
Conform recensământului din 2001, majoritatea populației localității Sozonivka era vorbitoare de ucraineană (92,68%), existând în minoritate și vorbitori de rusă (3,66%), română (2,44%) și belarusă (1,22%).